# Линскенс, Эдвард
Эдвард Линскенс (нидерл. Edward Linskens; род. 6 ноября 1968, Венрай, Лимбург) — нидерландский футболист, известный по игре в клубе ПСВ.

## Карьера
16 января 1988 года Линскенс дебютировал за ПСВ в Эредивизи в матче против «Твенте». В первом полуфинальном матче Кубка европейских чемпионов 1987/1988 Эдварду удалось с передачи Франка Арнесена забить гол в ворота «Реал Мадрид» и сравнять счёт, который так и остался 1-1. Клубу из Эйндховена удалось пройти в финал, где соперником была «Бенфика». В финале Линскенс провёл все 90 минут, а после ещё 30 минут, из-за того что матч перешёл в дополнительное время. Матч завершился победой ПСВ по серии пенальти, в которой Эдвард не принял участие. После кубка Линскенс был не регулярным игроком, но играл важную роль в некоторых матчах. В 1995 году покинул клуб. Он также играл за НАК Бреда, бельгийский «Локерен» и ВВВ-Венло. В последнем в 1998 году завершил карьеру.

## Достижения
- Чемпион Нидерландовː 1987/88, 1988/89, 1990/91, 1991/92
- Обладатель Кубка Нидерландовː 1988, 1989, 1990
- Обладатель Кубка европейских чемпионов 1987/88